# Sierra de Chuacús
La sierra de Chuacús es una cordillera situada en el altiplano central de Guatemala y discurre del Noroeste al Sureste, atravesando los departamentos de El Quiché y Baja Verapaz.

Está limitada en el noroeste por el río Negro en Uspantán, que la separa de la sierra de los Cuchumatanes; en el este, por el río Salamá, que la separa de la sierra de las Minas; en el sureste  por el río Motagua.
La cresta mayor de la sierra de Chuacús recorre la frontera entre los departamentos de El Quiché y Baja Verapáz a una altitud superior a los 2100 m en un tramo de más de 50 km. Su cumbre más alta alcanza 2504 m s. n. m.
La sierra de Chuacús se formó probablemente en el Cretácico Tardío como resultado de complejos procesos tectónicos y geológicos por su ubicación entre la Falla de Motagua y la Falla de Chixoy-Polochic.